# 渡辺大貴
渡辺 大貴（わたなべ だいき、1990年5月24日 - ）は、日本の俳優。東京都出身。

## 来歴
本名である「渡辺大貴」の名前で俳優としてデビューし、サンシャイン劇場で公演された『少年陰陽師 <歌絵巻> -この少年、晴明の後継につき-』などの舞台をはじめとして、フジテレビのテレビドラマ『ライフ』や映画『ごくせん THE MOVIE』などの映像作品にも出演した。
俳優デビューからこの間まで、所属事務所はクィーンズアベニューアルファ、エーライフプロダクツ、へと変遷している。
現在はフリーで活動中。
TikTokのショートドラマ、映像遊び集団ごっこ倶楽部のメンバーとしても活動している。

## 人物
- 趣味：スノーボード、スケートボード
- 特技：サッカー、バスケットボール、絵を描くこと

## 主な出演作品

### 映画
- 象の背中（2007年、松竹） - 窪田 役
- ごくせん THE MOVIE（2009年、東宝） - 与那嶺大貴 役

### テレビドラマ
- ライフ（2008年6月 - 9月、フジテレビ） - 吉田淳平 役
- ここはグリーン・ウッド 〜青春男子寮日誌〜（2008年7月 - 8月、TOKYO MX） - 根本 役
- ごくせん 第3シリーズ 卒業スペシャル（2009年3月28日、日本テレビ）-与那嶺大貴 役
- 理想の息子 第2話（2012年1月 - 3月、日本テレビ） - サッカー部員 役
- 満タサレズ、止メラレズ（2024年6月23日 - 、朝日放送テレビ） - 富永陽子の夫 役[3]

### 舞台
- 『オサエロ』（2007年5月31日 - 6月4日） - 稲島 役
- 『六畳一間で愛してる』（2007年8月）
- 『少年陰陽師 <歌絵巻> -この少年、晴明の後継につき-』（2007年10月） - 崎野川甲陽 役
- 『GANG 2007』（2007年12月） - ビル・タイガー 役
- 劇団夜想会 『俺は、君のためにこそ死ににいく』（2011年4月） - 渡辺 役
- 劇団TEAM-ODAC
  - 第15回本公演 『僕らの深夜高速』（2014年11月） - Bキャスト・草野 役
  - 第19回本公演 『僕らの深夜高速』（再演、2015年10月） - 白田龍 役
- フライドBALL企画 Vol.13 『微熱に咲くサクラ』（2016年2月） - 主演・須藤郁 役
- 園田英樹演劇祭 『さくら』（2016年7月） - あゆむ/歩 役
- フライドBALL企画 Vol.16 『あっとうてきに愛してる』（2016年9月） - 主演・ケースケ 役
  - Beginningプロモーション 『BOX-SING』（2017年8月 - 9月） - 開米拳也 役
  - Beginningプロモーション 『BOX-SING』(2017年10月)  - 開米拳也 役
- 朗読劇『クローバーに愛をこめて』（2025年7月公演予定）[4]

### ミュージックビデオ
- Fis block
  - 『四葉のクローバー』（2014年9月） - 主演
  - 『marry me』（2015年2月） - 主演

### インターネットドラマ
- VIRGINS〜ハジメテに乱れる女たち〜 Season 1（2015年4月、フジテレビオンデマンド） - 主演・悠人 役
- トリッパーズ（2024年8月9日 - 、YouTube 他）[5]
- 潜入前兄妹　プリクエル～PREQUEL～（2024年12月7日・14日〈予定〉、Hulu） - 鬼怒一輝 役[6]

## 出版物

### 写真集
- イケメソ男子（2015年2月13日発売、リブレ出版）